# Leslie Bassett

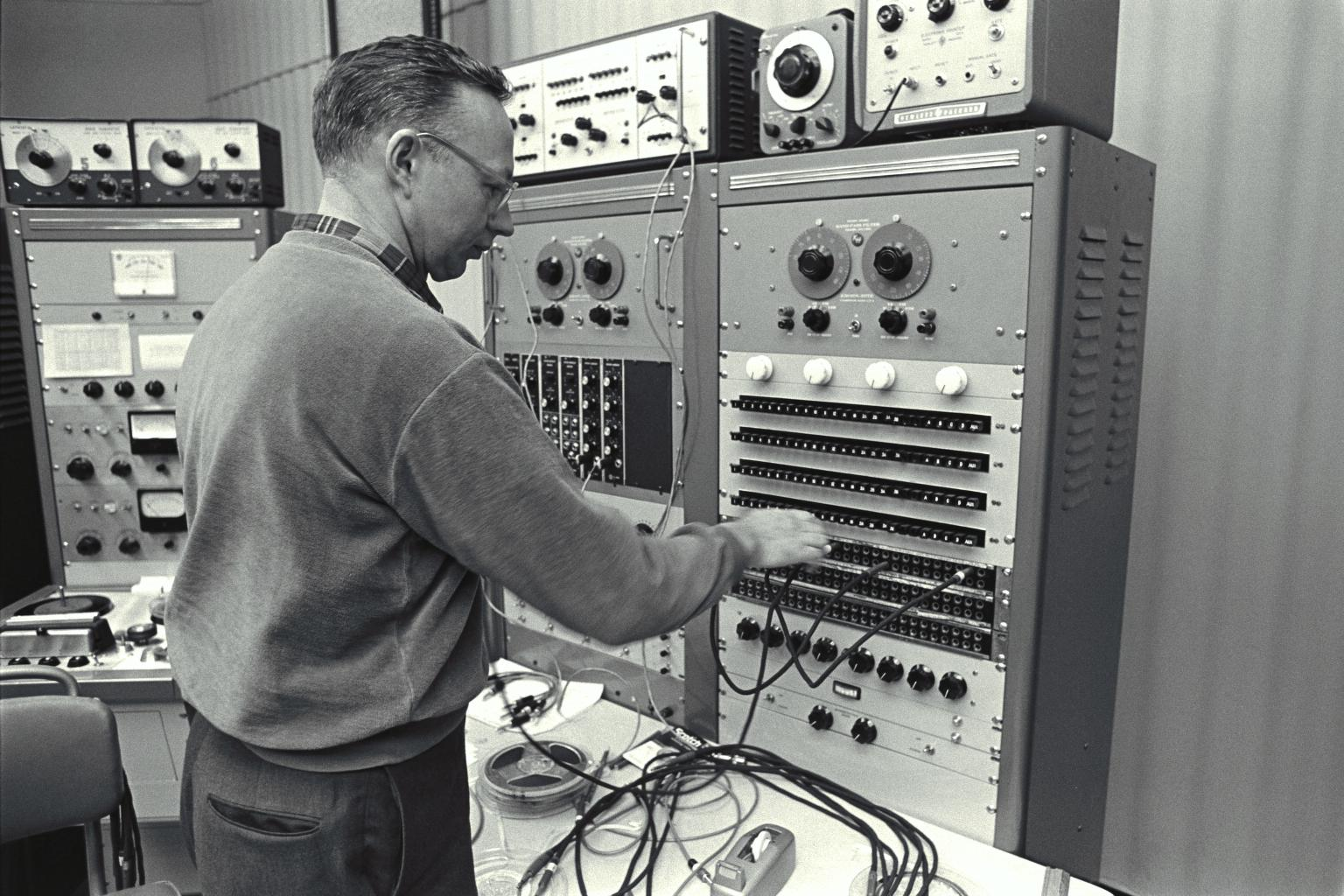
Leslie Bassett

Leslie Bassett (Hanford (Californië), 22 januari 1923 - Flowery Branch, 4 februari 2016) was een Amerikaans componist. Hij was Albert A. Stanley Distinguished University Professor-emeritus in compositie aan de Universiteit van Michigan.
Hij studeerde compositie bij Homer Keller aan de Universiteit van Michigan. Hij was lid van het Gamma Pi chapter van het dispuut Phi Mu Alpha Sinfonia aan de California State University - Fresno in 1942. Tot zijn leerlingen behoorden onder anderen John Anthony Lennon, Andy Brick, John Burke, Evan Chambers, Robin Cox, Gabriela Lena Frank, Frank Ticheli, Mark Kilstofte en Richard Toensing. In 1966 ontving Bassett de Pulitzerprijs voor muziek voor zijn Variations for Orchestra. Van 1961 tot 1963 had hij de Prix de Rome. Hij was lid van de American Academy of Arts and Letters.

## Werk (selectie)[1]
- Concerto lirico, voor trombone en orkest
- Echoes from an invisible world, voor orkest
- From a source evolving, voor orkest
- Variations for orchestra, voor orkest